# Amphibole Peak
Amphibole Peak är en bergstopp i Antarktis. Den ligger i Västantarktis. Nya Zeeland gör anspråk på området. Toppen på Amphibole Peak är 1 660 meter över havet.
Terrängen runt Amphibole Peak är huvudsakligen lite bergig. Trakten är obefolkad. Det finns inga samhällen i närheten.